# Amata quercus
Amata quercus är en fjärilsart som beskrevs av Fabricius 1793. Amata quercus ingår i släktet Amata och familjen björnspinnare. Inga underarter finns listade i Catalogue of Life.